# 낫씽 퍼스널 (2009년 영화)
낫씽 퍼스널(Nothing Personal)은 네덜란드에서 제작된 우줄라 안토니악 감독의 2009년 드라마 영화이다. 스티븐 레아 등이 주연으로 출연하였고 라이니어 셀렌 등이 제작에 참여하였다.

## 출연

### 주연
- 스티븐 레아
- 로테 베르빅

### 조연
- 앤 마리 호런
- 숀 맥로넬
- 톰 찰파
- 핀탠 핼페니

## 제작진
- 공동제작: 모건 부쉐
- 공동제작: 맥다라 켈러허
- 공동제작: 산나 파베리 드 종
- 공동제작: 프루어 온러스트
- 배역: 오너그 커니
- 배역: 제누즈 고스챌크
- 배역: 마티스 웨셀스